# Ottawa (Illinois)
Ottawa település az Amerikai Egyesült Államok Illinois államában, LaSalle megyében, melynek megyeszékhelye is. Lakosainak száma 18 840 fő (2020. április 1.).

## Népesség
A település népességének változása:

| 2010 | 18 768 |
| 2020 | 18 840 |